# Ma quando dici amore
Ma quando dici amore è un album discografico del cantautore italiano Ron, pubblicato nel 2005 e poi ristampato nel 2006.  Contiene una traccia rom con Renato Zero.

## Descrizione
Il disco è legato a un progetto di beneficenza che l'autore ha intrapreso assieme al Corriere della Sera, giornale con cui il disco è uscito. Gli interi ricavati dalla vendite sono andati infatti all'associazione AISLA, che si occupa di sclerosi laterale amiotrofica. L'album è caratterizzato dalla presenza di duetti che Ron ha eseguito con importanti rappresentanti della musica italiana, reinterpretando i suoi grandi successi. Dopo la partecipazione di Ron al Festival di Sanremo 2006 con il brano L'uomo delle stelle, il disco è stato ripubblicato e ha contribuito ulteriormente al progetto benefico.

## Tracce
1. Cambio stagione - 4:56 (feat. Carmen Consoli)
2. Sei volata via - 5:02 (feat. Jovanotti)
3. La pace - 4:44 (feat. Raf)
4. Ma quando dici amore - 4:17 (feat. Elisa)
5. Le ragazze - 4:55 (feat. Lucio Dalla)
6. Chissà se lo sai - 4:15 (feat. Stefano Di Battista & Nicky Nicolai)
7. Non abbiam bisogno di parole - 4:38 (feat. Claudio Baglioni)
8. Anima - 4:49 (feat. Luca Carboni)
9. Le foglie e il vento - 5:28 (feat. Samuele Bersani)
10. Catch You (Il coraggio di chiedere aiuto) - 4:11 (feat. Anggun)
11. Cosa sarà - 5:04 (feat. Mario Lavezzi)
12. Quanto amore c'è - 5:14 (feat. Tosca)
13. Una città per cantare - 5:15 (feat. Loredana Bertè)
14. Traccia rom - 4:00 (feat. Renato Zero)

## Formazione
- Ron – voce e cori, pianoforte e chitarra a 12 corde
- Ellade Bandini, Elio Rivagli – batteria
- Phil Drummy – batteria, battito di mani, percussioni, darabuka, armonica, flauto
- Phil Palmer – chitarra
- Mick Feat – basso e contrabbasso
- Danilo Madonia – pianoforte e tastiera
- Tony Levin – basso
- Ernesttico Rodriguez – percussioni
- Alessandro Giampieri – ukulele
- Stefano Di Battista – sassofono soprano
- Cecilia Chailly – arpa
- Lalla Francia, Camilla – cori